# 浜文恵
浜 文恵（はま ふみえ、1939年11月29日 - ）は、日本の元スピードスケート選手である。長野県岡谷市出身。
1957年の全日本スピードスケート選手権大会で優勝。
三協精機所属時の1960年スコーバレーオリンピックにオリンピック日本女子スピードスケート史上初の代表として出場、500m8位、1000m7位、1500m10位だった。